# Chaetonotus vargai
Chaetonotus vargai is een buikharige uit de familie Chaetonotidae. De wetenschappelijke naam van de soort werd in 1967 voor het eerst geldig gepubliceerd door Rudescu. De soort wordt in het ondergeslacht Hystricochaetonotus geplaatst.